# Dobiesław Kurozwęcki (wojewoda lubelski)
Dobiesław Kurozwęcki zwany „Lubelczyk” herbu Poraj (zm. między 1494 a 23 maja 1496) – polski szlachcic.
Syn kasztelana lubelskiego Krzesława z Grzybowa Kurozwęckiego i Ewy Czarnej z Gorzyc herbu Sulima; brat Mikołaja i Stanisława.
Był kasztelanem rozprzańskim w latach 1472 – 1480, krajczym koronnym 1476 – 1479, kasztelanem sieradzkim w latach 1483–1484 wojewodą lubelskim w latach 1484 – 1494 i następnie wojewodą sandomierskim 1494 – 1496. Był także starostą krzepickim i piotrkowskim. 
Żonaty z Elżbietą Tarnowską herbu Leliwa, córką Jana Amora, kasztelana krakowskiego; miał z nią syna Stanisława. 